# Evangelická katedrála (Helsinky)

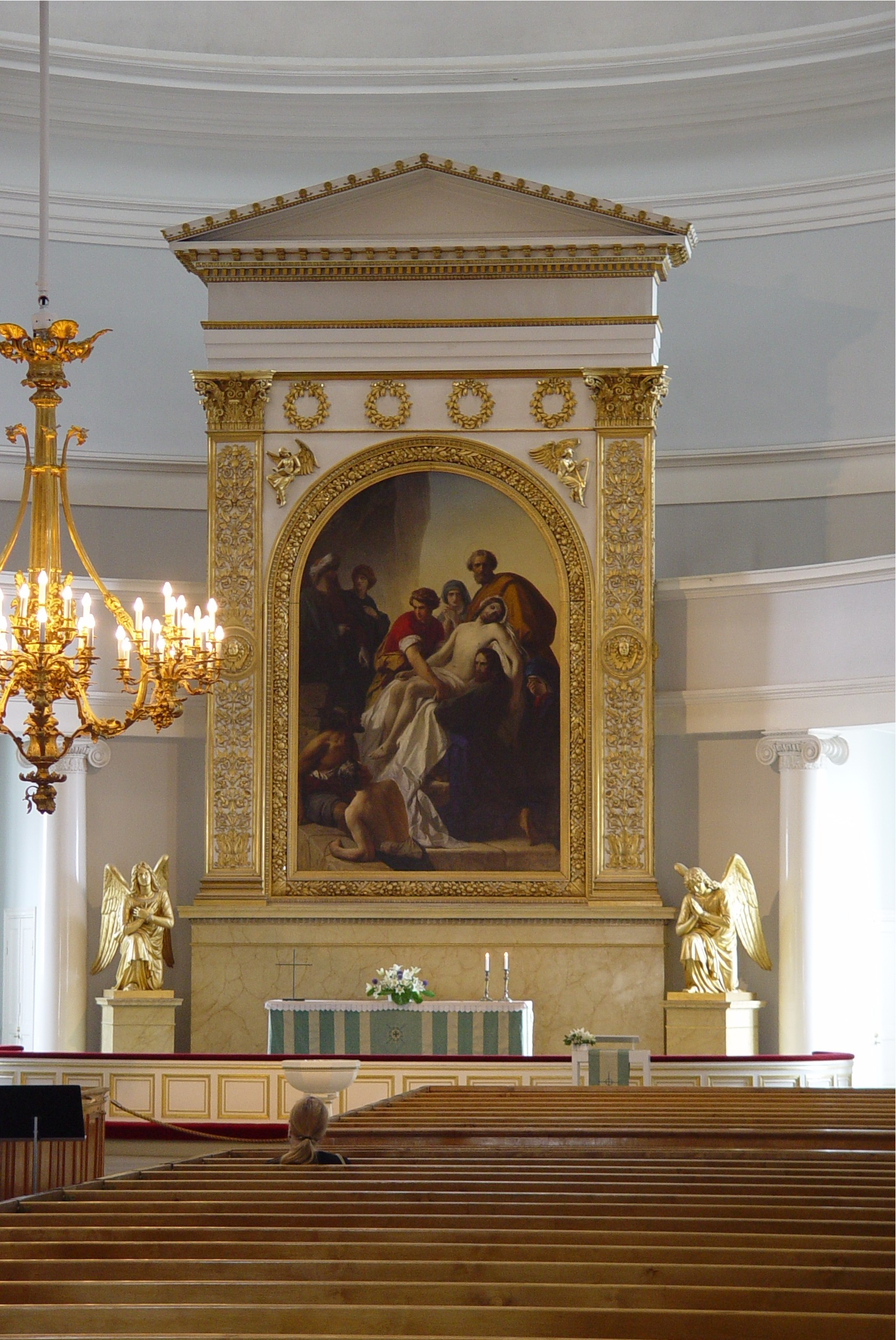
Oltář v evangelické katedrále

Evangelická katedrála v Helsinkách (finsky Helsingin Tuomiokirkko/Suurkirkko, švédsky Helsingfors Domkyrka) je hlavní dominantou finské metropole Helsinek. Nachází se na Senátním náměstí a je hlavním cílem turistů, kteří navštíví hlavní město země.

## Dějiny
Finsko se stalo součástí Ruského impéria po roce 1809 a právě v této době se staly i Helsinky, do té doby malé město, centrem Finska. Evangelická katedrála se začala budovat v roce 1830 a dokončena byla v roce 1852. Jejím hlavním architektem byl německý umělec Karl Ludwig Engel a významný podíl na stavbě chrámu měl i E.B. Lohrmann. Katedrála do roku 1917 nesla jméno podle svatého Mikuláše (Nikolainkirkko).
V den finské nezávislosti 6. prosince, je za účasti finského prezidenta a členů vlády v katedrále sloužena polední ekumenická bohoslužba.

## Architektura
Katedrála je vybudována v klasicistním architektonickém stylu. Chrám má půdorys řeckého kříže a kromě hlavní věže má i čtyři boční věže. Velmi se podobá pravoslavným chrámům z nedalekého Ruska. Ke chrámu, který stojí na vyvýšeném místě na Senátním náměstí, vede široké schodiště. Interiér je velmi strohý a zdobí jej sochy německých a finských reformátorů.